# زولتان كيليمن (مغني أوبرا)
زولتان كيليمن (بالمجرية: Kelemen Zoltán)‏ هو مغني أوبرا مجري، ولد في 12 مارس 1926 في بودابست في المجر، وتوفي في 9 مايو 1979 في زيورخ في سويسرا.

## وصلات خارجية
- زولتان كيليمن على موقع IMDb (الإنجليزية)
- زولتان كيليمن على موقع ميوزك برينز (الإنجليزية)
- زولتان كيليمن على موقع أول ميوزيك (الإنجليزية)
- زولتان كيليمن على موقع ديسكوغز (الإنجليزية)
- زولتان كيليمن على موقع ديسكوغز (الإنجليزية)